# Cimérico

Mapa con varias colonias griegas del norte del mar Negro donde se aprecia la situación de Cimérico.

Cimérico (en griego, Κιμμερικόν) fue una colonia griega del Ponto Euxino. Se situaba en la actual península de Kerch, en Crimea.
Estrabón la sitúa en una península donde se cerraba el istmo del lago Meotis (el actual Mar de Azov), donde había una fosa y un dique. Su nombre era debido al gran poder que habían conseguido los cimerios en el Bósforo que lleva su nombre. El geógrafo también habla de una aldea llamada Cimérica que se situaba a 120 estadios de la ciudad de Tirambe.